# Fumino Kunimitsu
Ayano Kunimitsu (Kunimitsu Ayano, Suooshima, 20 de marzo de 1978) es un médica, funcionaria y política japonesa. 
Estudió en la Universidad de Nagasaki especializada en medicina comunitaria, realizó un máster en salud pública en Universidad de California. Es deportista de judo y kendo. Pertenece al Partido Liberal Democrático de Japón.
Trabajó en el Ministerio de Sanidad, Trabajo y Bienestar. 